# Lennart Lundh
Lennart Ture Lundh, född 23 januari 1928 i Göteborg, död 10 april 1997 i Frankrike, var en svensk skådespelare.
Bland annat spelade han Herbert i de sex första avsnitten av TV-serien Albert & Herbert från 1974. Lundh är begravd på Kvibergs kyrkogård i Göteborg.

## Filmografi i urval
- 1950 – Medan staden sover
- 1952 – Hon kom som en vind
- 1952 – Farlig kurva
- 1953 – En skärgårdsnatt
- 1953 – Glasberget
- 1953 – Åsa-Nisse på semester
- 1954 – I rök och dans
- 1965 – Flygplan saknas
- 1968 – Exercis
- 1970 – Sonja (TV-serie)
- 1974 – Albert & Herbert (TV-serie)

## Teater

### Roller
| År   | Roll                            | Produktion                                                       | Regi                | Teater                           |
| ---- | ------------------------------- | ---------------------------------------------------------------- | ------------------- | -------------------------------- |
| 1948 | Omer                            | David Copperfield Charles Dickens och Max Maurey                 | Olle Hilding        | Dramaten                         |
| 1949 | Rättstjänaren En av folket Per  | Lycko-Pers resa August Strindberg                                | Göran Gentele       | Dramaten                         |
| 1949 |                                 | Som ni behagar William Shakespeare                               | Rune Carlsten       | Skansens friluftsteater          |
| 1949 | Tiggargossen                    | Sanningens pärla Zacharias Topelius                              | Keve Hjelm          | Dramaten                         |
| 1950 | Roger Doremus                   | Jagande efter vind (Summer and Smoke) Tennessee Williams         | Per-Axel Branner    | Nya Teatern                      |
| 1950 | Polis                           | Boboll (Bobosse) André Roussin                                   | Per-Axel Branner    | Nya Teatern                      |
| 1951 | Greve Octave de Clérambard      | Clérambard Marcel Aymé                                           | Per-Axel Branner    | Nya Teatern                      |
| 1951 | Roger Doremus                   | Strutsens ägg (Les Oeufs de l'autruche) André Roussin            | Per Gerhard         | Nya Teatern                      |
| 1952 |                                 | Trettondagsafton William Shakespeare                             | Sandro Malmquist    | Skansens friluftsteater          |
| 1953 |                                 | Lantlollan William Wycherley                                     | Sam Besekow         | Alléteatern                      |
| 1954 | Sebastian de Quélus             | Lille kommissarien Marcel Achard                                 | Åke Falck           | Alléteatern                      |
| 1954 | Jacques Rijar, sekreterare      | Markisinnan Noël Coward                                          | John Zacharias      | Norrköping-Linköping stadsteater |
| 1954 | Gustave                         | Tjuvarnas bal Jean Anouilh                                       | John Zacharias      | Norrköping-Linköping stadsteater |
| 1954 | Kapten Fisby                    | Thehuset Augustimånen John Patrick                               | Olof Thunberg       | Norrköping-Linköping stadsteater |
| 1955 | Vicomte Fernand de Champlatreux | Lilla Helgonet Henri Meilhac, Albert Millaud och Florimond Hervé | Olof Thunberg       | Norrköping-Linköping stadsteater |
| 1955 | George Gibbs                    | Vår lilla stad Thornton Wilder                                   | Ingrid Luterkort    | Norrköping-Linköping stadsteater |
| 1955 | Tranio                          | Så tuktas en argbigga William Shakespeare                        | John Zacharias      | Norrköping-Linköping stadsteater |
| 1955 | Förvaltaren                     | Frisöndag Leck Fischer                                           | Ingrid Luterkort    | Norrköping-Linköping stadsteater |
| 1955 | Axel                            | Jag vill vara en annan Leck Fischer                              | Kurt-Olof Sundström | Norrköping-Linköping stadsteater |
| 1955 | Rascasse                        | Vill ni leka med mej? Marcel Achard och Georges Vian Parys       | John Zacharias      | Norrköping-Linköping stadsteater |
| 1956 | Wilbur Fifield                  | Åh, en så’n pappa! Liam O’Brien                                  | Olof Thunberg       | Norrköping-Linköping stadsteater |
| 1956 | Nicky Holroyd                   | Häxlek John Van Druten                                           | Per-Axel Branner    | Lisebergsteatern                 |
| 1956 | John Worthing                   | Mister Ernest Oscar Wilde                                        | Ingrid Luterkort    | Norrköping-Linköping stadsteater |
| 1956 | Fabrizio                        | Värdshusvärdinnan Carlo Goldoni                                  | Kurt-Olof Sundström | Norrköping-Linköping stadsteater |
| 1956 | Damis                           | Tartuffe Molière                                                 | John Zacharias      | Norrköping-Linköping stadsteater |
| 1957 | Jakob Israel                    | Gustav Vasa August Strindberg                                    | John Zacharias      | Norrköping-Linköping stadsteater |
| 1957 | Mago                            | Vägen till Rom Robert E. Sherwood                                | Kurt-Olof Sundström | Norrköping-Linköping stadsteater |
| 1957 | Elmer Sweeney                   | Natten till den 17 januari Ayn Rand                              | John Zacharias      | Norrköping-Linköping stadsteater |
| 1957 | Valorin                         | Ett huvud kortare (La tête des autres) Marcel Aymé               | Erling Schroeder    | Upsala-Gävle stadsteater         |
| 1958 | Menelaos                        | För vindens skull (Une fille pour du vent) André Obey            | Lars Barringer      | Upsala-Gävle stadsteater         |
| 1960 | Dr Cukrowicz                    | Plötsligt i somras Tennessee Williams                            | Lennart Olsson      | Upsala-Gävle stadsteater         |
| 1961 | Blaise d'Ambrieux               | Vårmodellen (Blaise) Claude Magnier                              | Herman Ahlsell      | Göteborgs stadsteater            |